# New Port Richey East
New Port Richey East és una concentració de població designada pel cens dels Estats Units a l'estat de Florida. Segons el cens del 2000 tenia 9.916 habitants.

## Demografia
Segons el cens del 2000, New Port Richey East tenia 9.916 habitants, 4.471 habitatges, i 2.794 famílies. La densitat de població era de 1.060,6 habitants/km².
Dels 4.471 habitatges en un 22,9% hi vivien nens de menys de 18 anys, en un 48% hi vivien parelles casades, en un 10,5% dones solteres, i en un 37,5% no eren unitats familiars. En el 31,4% dels habitatges hi vivien persones soles el 16,7% de les quals corresponia a persones de 65 anys o més que vivien soles. El nombre mitjà de persones vivint en cada habitatge era de 2,2 i el nombre mitjà de persones que vivien en cada família era de 2,73.
Per edats la població es repartia de la següent manera: un 19,8% tenia menys de 18 anys, un 6,9% entre 18 i 24, un 23,6% entre 25 i 44, un 22,7% de 45 a 60 i un 27,1% 65 anys o més.
L'edat mediana era de 45 anys. Per cada 100 dones de 18 o més anys hi havia 87,1 homes.
La renda mediana per habitatge era de 30.178 $ i la renda mediana per família de 36.296 $. Els homes tenien una renda mediana de 27.753 $ mentre que les dones 23.191 $. La renda per capita de la població era de 17.191 $. Entorn del 8% de les famílies i el 10,8% de la població estaven per davall del llindar de pobresa.

## Poblacions més properes
El següent diagrama mostra les poblacions més properes.